# Norovo
Norovo (en macédonien Норово) est un village du centre de la Macédoine du Nord, situé dans la municipalité de Krouchevo. Le village comptait 599 habitants en 2002.

## Démographie
Lors du recensement de 2002, le village comptait :
- Albanais : 589
- Macédoniens : 1
- Autres : 9